# 拉茲格勒市鎮
43°32′N 26°30′E / 43.533°N 26.500°E

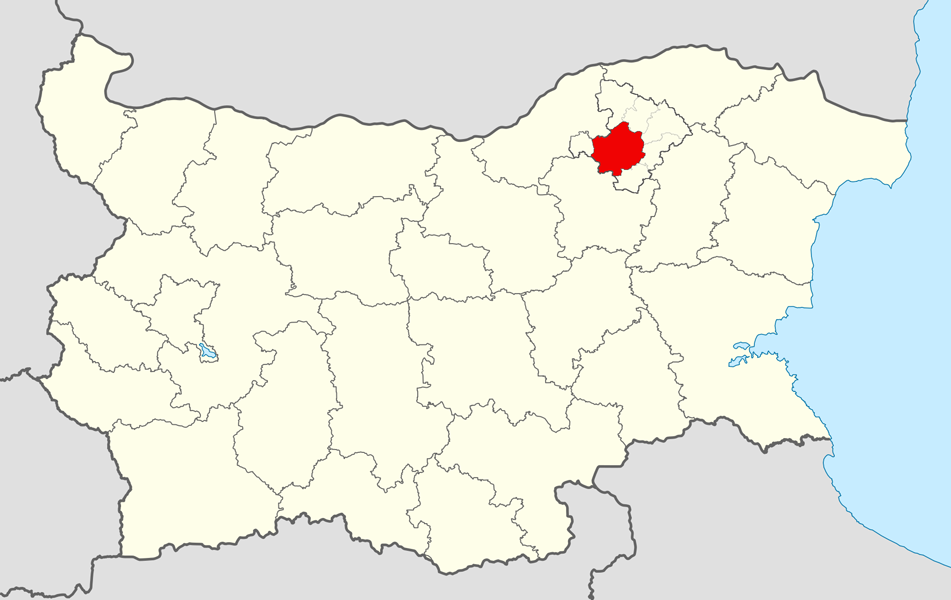

拉茲格勒市，是保加利亞的城鎮，位於該國東北部，由拉兹格勒州負責管轄，首府設於拉茲格勒，面積620平方公里，2009年人口54,720，人口密度每平方公里88.26人。